# Méry-sur-Cher
Pour les articles homonymes, voir Méry.
Méry-sur-Cher est une commune française située dans le département du Cher en région Centre-Val de Loire.
Les habitants de Méry-sur-Cher sont appelés les Mariaciens.

## Géographie

### Localisation
Lieu de passage important du trafic routier sur la route départementale 2076 en direction de Tours, Méry-sur-Cher est un village de la vallée du Cher au bord du canal de Berry.

### Climat
Pour des articles plus généraux, voir Climat du Centre-Val de Loire et Climat du Cher.
En 2010, le climat de la commune est de type climat océanique dégradé des plaines du Centre et du Nord, selon une étude du CNRS s'appuyant sur une série de données couvrant la période 1971-2000. En 2020, Météo-France publie une typologie des climats de la France métropolitaine dans laquelle la commune est exposée à un climat océanique altéré et est dans la région climatique  Centre et contreforts nord du Massif Central, caractérisée par un air sec en été et un bon ensoleillement. 
Pour la période 1971-2000, la température annuelle moyenne est de 11,3 °C, avec une amplitude thermique annuelle de 15,1 °C. Le cumul annuel moyen de précipitations est de 753 mm, avec 11,6 jours de précipitations en janvier et 7 jours en juillet. Pour la période 1991-2020, la température moyenne annuelle observée sur la station météorologique la plus proche, située sur la commune de Vierzon à 7 km à vol d'oiseau, est de 12,2 °C et le cumul annuel moyen de précipitations est de 745,6 mm,. Pour l'avenir, les paramètres climatiques de la commune estimés pour 2050 selon différents scénarios d'émission de gaz à effet de serre sont consultables sur un site dédié publié par Météo-France en novembre 2022.

## Urbanisme

### Typologie
Au 1er janvier 2024, Méry-sur-Cher est catégorisée commune rurale à habitat dispersé, selon la nouvelle grille communale de densité à 7 niveaux définie par l'Insee en 2022.
Elle est située hors unité urbaine. Par ailleurs la commune fait partie de l'aire d'attraction de Vierzon, dont elle est une commune de la couronne,. Cette aire, qui regroupe 20 communes, est catégorisée dans les aires de moins de 50 000 habitants,.

### Occupation des sols
L'occupation des sols de la commune, telle qu'elle ressort de la base de données européenne d’occupation biophysique des sols Corine Land Cover (CLC), est marquée par l'importance des territoires agricoles (74,8 % en 2018), en diminution par rapport à 1990 (76,9 %). La répartition détaillée en 2018 est la suivante : 
zones agricoles hétérogènes (33,4 %), terres arables (24,1 %), forêts (22,9 %), prairies (17,3 %), zones urbanisées (2 %), eaux continentales (0,3 %).
L'évolution de l’occupation des sols de la commune et de ses infrastructures peut être observée sur les différentes représentations cartographiques du territoire : la carte de Cassini (XVIIIe siècle), la carte d'état-major (1820-1866) et les cartes ou photos aériennes de l'IGN pour la période actuelle (1950 à aujourd'hui).

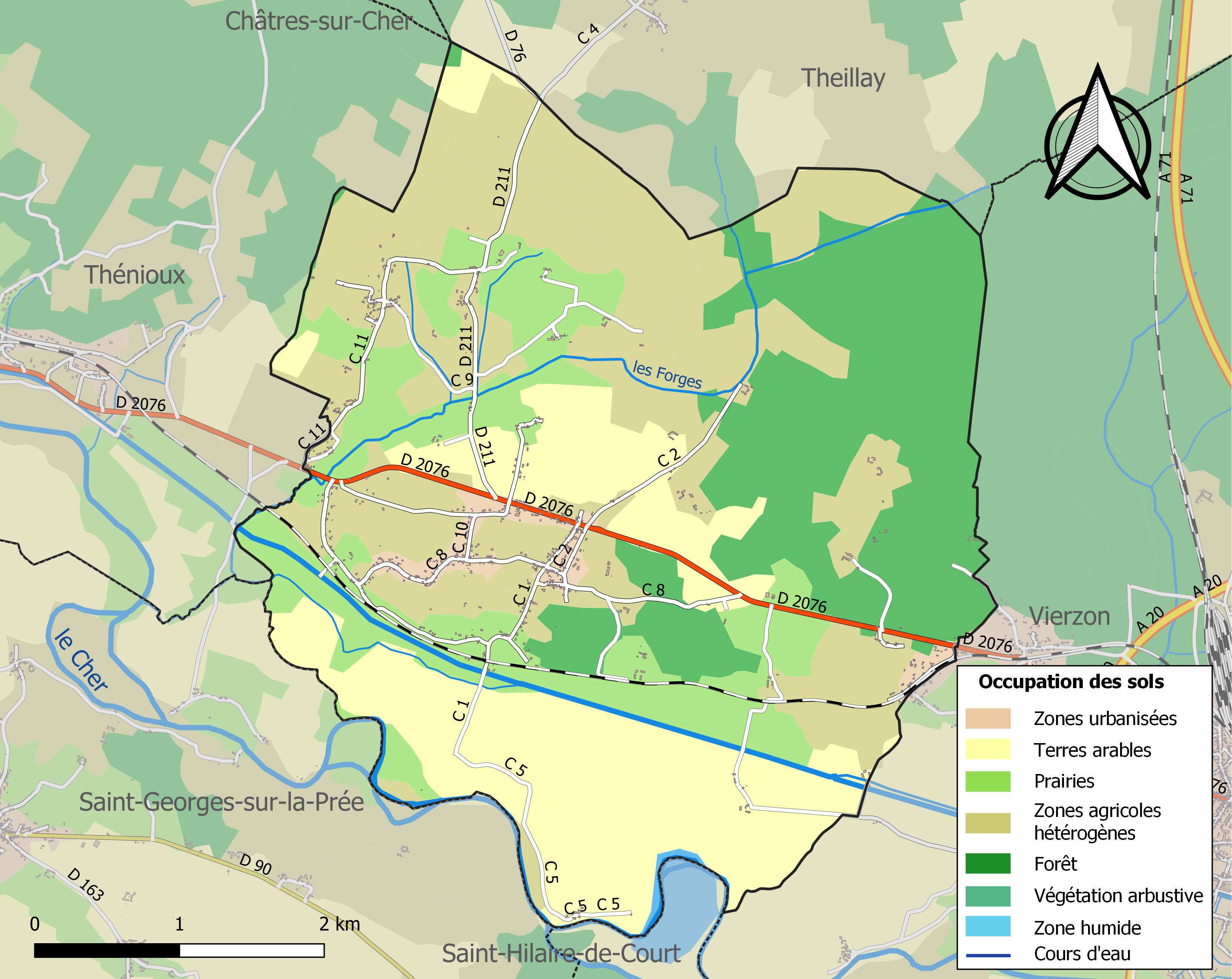
Carte des infrastructures et de l'occupation des sols de la commune en 2018 (CLC).

### Risques majeurs
Le territoire de la commune de Méry-sur-Cher est vulnérable à différents aléas naturels : météorologiques (tempête, orage, neige, grand froid, canicule ou sécheresse), inondations, feux de forêts, mouvements de terrains et séisme (sismicité faible). Il est également exposé à un risque technologique,  le transport de matières dangereuses. Un site publié par le BRGM permet d'évaluer simplement et rapidement les risques d'un bien localisé soit par son adresse soit par le numéro de sa parcelle.

#### Risques naturels
Certaines parties du territoire communal sont susceptibles d’être affectées par le risque d’inondation par débordement de cours d'eau, notamment le Cher et le canal de Berry. La commune a été reconnue en état de catastrophe naturelle au titre des dommages causés par les inondations et coulées de boue survenues en 1982, 1985, 1993, 1999 et 2016,.
Le département du Cher est moins exposé au risque de feux de forêts que le pourtour méditerranéen ou le golfe de Gascogne. Néanmoins la forêt occupe près du quart du département et certaines communes sont très vulnérables, notamment les communes de Sologne dont fait partie Méry-sur-Cher. Il est ainsi défendu aux propriétaires de la commune et à leurs ayants droit de porter ou d’allumer du feu dans l'intérieur et à une distance de 200 mètres des bois, forêts, plantations, reboisements ainsi que des landes. L’écobuage est également interdit, ainsi que les feux de type méchouis et barbecues, à l’exception de ceux prévus dans des installations fixes (non situées sous couvert d'arbres) constituant une dépendance d'habitation.

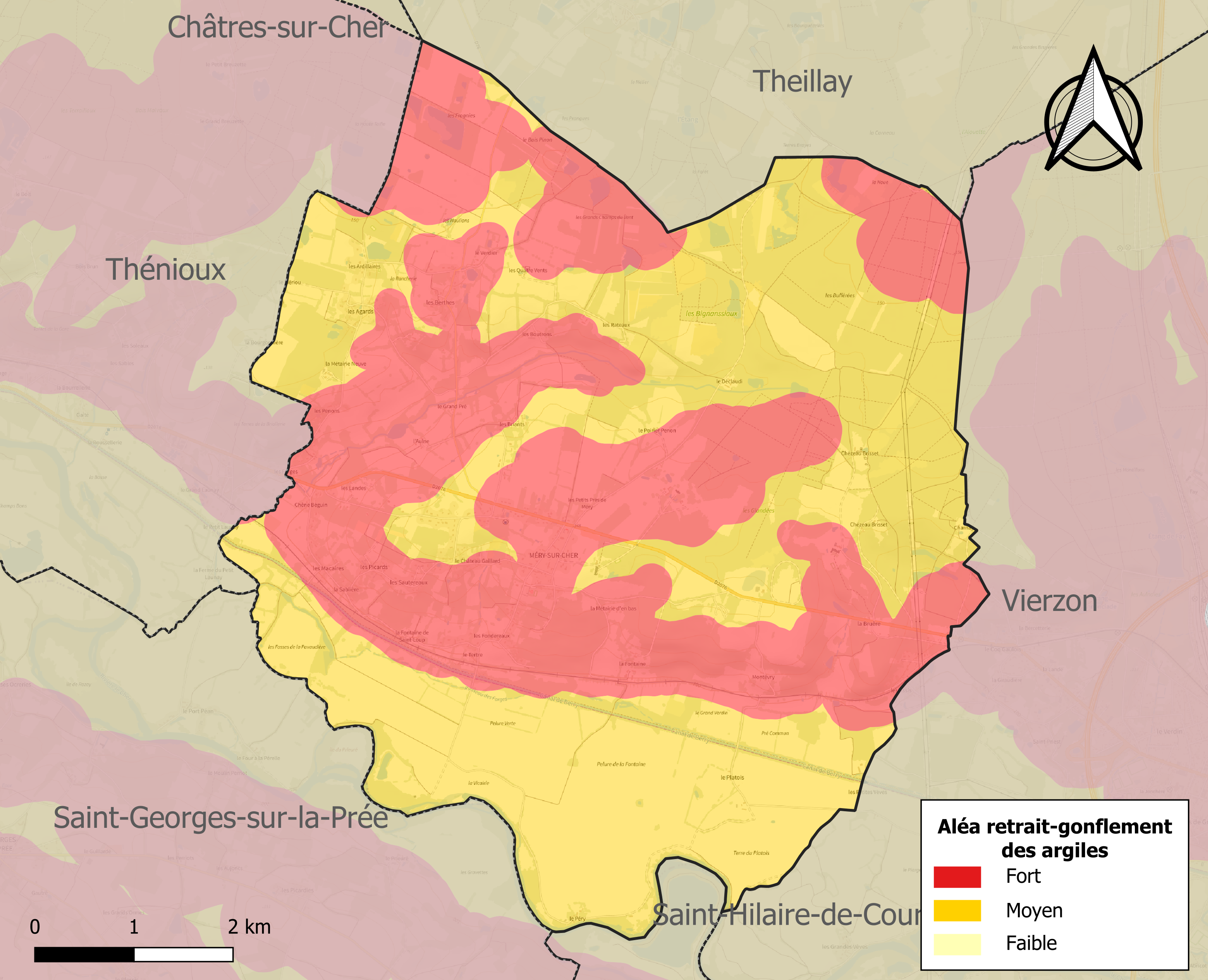
Carte des zones d'aléa retrait-gonflement des sols argileux de Méry-sur-Cher.

La commune est vulnérable au risque de mouvements de terrains constitué principalement du retrait-gonflement des sols argileux. Cet aléa est susceptible d'engendrer des dommages importants aux bâtiments en cas d’alternance de périodes de sécheresse et de pluie. La totalité de la commune est en aléa moyen ou fort (90 % au niveau départemental et 48,5 % au niveau national). Sur les 366 bâtiments dénombrés sur la commune en 2019, 366 sont en aléa moyen ou fort, soit 100 %, à comparer aux 83 % au niveau départemental et 54 % au niveau national. Une cartographie de l'exposition du territoire national au retrait gonflement des sols argileux est disponible sur le site du BRGM,.
Concernant les mouvements de terrains, la commune a été reconnue en état de catastrophe naturelle au titre des dommages causés par la sécheresse en 1989, 1991, 1993, 1997, 1998, 2002, 2006, 2011, 2018 et 2019 et par des mouvements de terrain en 1999.

#### Risques technologiques
Le risque de transport de matières dangereuses sur la commune est lié à sa traversée par des infrastructures routières ou ferroviaires importantes ou la présence d'une canalisation de transport d'hydrocarbures. Un accident se produisant sur de telles infrastructures est en effet susceptible d’avoir des effets graves au bâti ou aux personnes jusqu’à 350 m, selon la nature du matériau transporté. Des dispositions d’urbanisme peuvent être préconisées en conséquence.

## Histoire
De nombreux vestiges romains ont été observés dans la région, notamment au sud du bourg et sur la place même de Méry, autrefois dédiée au cimetière.
Les principaux arrière-fiefs qui relevaient de Méry étaient ceux de la Forêt, de la Bruère et du Chezeau-Brisset.
On voyait encore au XIXe siècle, sur le territoire de Méry, à une lieue de la ville sur le bord du chemin, une croix autrefois appelée croix du combat, puis par corruption croix du corbat, plantée en souvenir d'une victoire remportée par les gens de Méry et de Vierzon, au temps de la guerre des Anglais[Laquelle ?].

## Politique et administration

### Rattachements administratifs et électoraux
La commune se trouve dans le département du Cher et, depuis 1984, dans l'arrondissement de Vierzon. Pour l'élection des députés, elle fait partie depuis 1988 de la deuxième circonscription du Cher.
la commune faisait partie de 1801 à 1973 du canton de Vierzon, année où celui-ci est scindé et la commune rattachée| au canton de Vierzon-2. Dans le cadre du redécoupage cantonal de 2014 en France, ce canton, dont fait toujours partie la commune, est modifié.

### Intercommunalité
La commune était membre de la Communauté de communes Vierzon Pays des Cinq rivières, créée fin 2002 et qui ne regroupait que trois communes.
Celle-ci fusionne avec la communauté de communes des Vallées vertes du Cher Ouest pour former, le 1er janvier 2013, la communauté de communes Vierzon Sologne Berry.
Le 1er janvier 2020, une nouvelle fusion intervient, réunissant la communauté de communes Vierzon Sologne Berry et la communauté de communes les Villages de la Forêt, pour former la communauté de communes Vierzon-Sologne-Berry et Villages de la Forêt, dont est désormais membre la commune.

### Liste des maires
| Période                                  | Période   | Identité            | Étiquette | Qualité                                        |
| ---------------------------------------- | --------- | ------------------- | --------- | ---------------------------------------------- |
| Les données manquantes sont à compléter. |           |                     |           |                                                |
| mars 2001                                | mars 2008 | André Chain-Millet  |           |                                                |
| mars 2008                                | mai 2020  | Sylvain Nivard      |           | Ingénieur                                      |
| mai 2020                                 | En cours  | Rached Ait-Slimane, |           | Cadre administratif et commercial d'entreprise |

## Démographie
L'évolution du nombre d'habitants est connue à travers les recensements de la population effectués dans la commune depuis 1793. Pour les communes de moins de 10 000 habitants, une enquête de recensement portant sur toute la population est réalisée tous les cinq ans, les populations de référence des années intermédiaires étant quant à elles estimées par interpolation ou extrapolation. Pour la commune, le premier recensement exhaustif entrant dans le cadre du nouveau dispositif a été réalisé en 2004.

En 2022, la commune comptait 710 habitants, en évolution de +5,97 % par rapport à 2016 (Cher : −2,48 %, France hors Mayotte : +2,11 %).
| 1793 | 1800 | 1806 | 1821 | 1831 | 1836 | 1841 | 1846 | 1851 |
| ---- | ---- | ---- | ---- | ---- | ---- | ---- | ---- | ---- |
| 568  | 440  | 430  | 512  | 496  | 599  | 536  | 586  | 618  |

| 1856 | 1861 | 1866 | 1872 | 1876 | 1881 | 1886 | 1891 | 1896 |
| ---- | ---- | ---- | ---- | ---- | ---- | ---- | ---- | ---- |
| 600  | 658  | 658  | 715  | 718  | 690  | 722  | 718  | 694  |

| 1901 | 1906 | 1911 | 1921 | 1926 | 1931 | 1936 | 1946 | 1954 |
| ---- | ---- | ---- | ---- | ---- | ---- | ---- | ---- | ---- |
| 667  | 665  | 656  | 597  | 604  | 608  | 548  | 568  | 609  |

| 1962 | 1968 | 1975 | 1982 | 1990 | 1999 | 2004 | 2006 | 2009 |
| ---- | ---- | ---- | ---- | ---- | ---- | ---- | ---- | ---- |
| 540  | 515  | 534  | 555  | 601  | 625  | 656  | 674  | 692  |

| 2014 | 2019 | 2022 | - | - | - | - | - | - |
| ---- | ---- | ---- | - | - | - | - | - | - |
| 670  | 694  | 710  | - | - | - | - | - | - |

## Culture locale et patrimoine

### Lieux et monuments
- Église Saint-Martin.

### Personnalités liées à la commune
- Cyprian Godebski (1835-1909), sculpteur et portraitiste, né à Méry-sur-Cher.
- Daniel Mornet (1878-1954), historien de la littérature française et critique littéraire, décédé à Méry-sur-Cher.

### Héraldique
| Blason de Méry-sur-Cher | Les armes de Méry-sur-Cher se blasonnent ainsi : D'azur au chevron d'or accompagné en chef de deux étoiles du même et en pointe d'un dauphin d'argent couronné aussi d'or. |